# Turnera discolor
Turnera discolor är en passionsblomsväxtart som beskrevs av Ignatz Urban. Turnera discolor ingår i släktet Turnera och familjen passionsblomsväxter. Inga underarter finns listade i Catalogue of Life.